# Kasteel van Villandry
Het Kasteel van Villandry (Frans: Château de Villandry) ligt ten oosten van Villandry in het departement Indre-et-Loire van de regio Centre-Val de Loire in het midden van Frankrijk. Het kasteel ligt aan de Cher, vlak voordat deze uitmondt in de Loire.
Het is gebouwd in renaissancestijl. Van een vroegere burcht resteert nog een vierkante donjon. Het kasteel is vooral bekend vanwege zijn tuinen in 16e-eeuwse stijl. Er zijn een moestuin, een groentetuin, kruidentuin en een bloementuin verdeeld over verschillende terrassen. De tuinen zijn afgezet met groene taxus- en buxushagen.

## Geschiedenis
Het Kasteel van Villandry verkeerde tot de zestiende eeuw in anonimiteit, op een zijdelingse vernoeming in een vredesverdrag tussen de Franse koning en het machtige en rijke geslacht Plantagenêt na. In 1532 kwam het namelijk in handen van Jean Breton, de staatssecretaris van financiën van Frans I. Deze was al bezig met de bouw van zijn kasteel Villesavin bij Chambord, toen hij Villandry verwierf. Het was in die tijd een feodaal kasteel met de naam Colombiers. Breton maakte het kasteel echter met de grond gelijk en spaarde hierbij alleen de oude, grijze toren en de slotgracht. Ook de tuinen werden hierna grondig onder handen genomen. Duidelijk in het nieuwe ontwerp was de Italiaanse invloed; Breton was namelijk ambassadeur in Italië geweest en had zich toen in zijn vrije tijd beziggehouden met de Italiaanse tuinkunst. In 1536 werd Villandry voltooid: het was het laatste grote renaissancekasteel dat aan de Loire zou worden gebouwd.
Tot 1754 bleef het Kasteel van Villandry eigendom van de afstammelingen van Jean Breton, maar in dat jaar werd het gekocht door de uit de Provence afkomstige markies van Castellane. Hij paste de gevels aan de klassieke smaak van die tijd aan, bekroonde de oude toren met een paviljoen, veranderde de tuinen naar de nieuwste tuinmode en voorzag het interieur van het kasteel van het comfort van de achttiende eeuw.
Het kasteel dreigde in 1906 gesloopt te worden, maar werd van zijn ondergang gered door de Spaanse dokter Joachim Carvallo en zijn Amerikaanse echtgenote Ann Coleman. Carvallo, de voorvader van de huidige eigenaar, gaf zijn carrière op om zich volledig te kunnen wijden aan de restauratie van zijn kasteel: hij wilde het namelijk herstellen in de staat die het in de zestiende eeuw had. Ook de tuinen werden aangepast, zodat ze beter pasten bij de renaissancestijl van het kasteel. Carvallo was een van de eerste kasteeleigenaren die zijn kasteel openstelde voor publiek.
citaat van Joachim Carvallo
"Ik bevond me nabij Lyon toen ik over deze eigendom hoorde praten. Ik ben het gaan bezoeken. Het kasteel was volledig gebouwd uit vensters, balkons en met openingen in trompe-l’oeil geschilderd. Het park was in Engelse stijl aangelegd, met golvingen en heuveltjes (…), aangeplant met verschillende exotische plant- en boomsoorten die recent ingevoerd werden: ceders, pijnbomen, thuja’s, magnolia’s, gegroepeerd op de achterzijde van een kunstmatig aangemaakt bergje. Het kasteel zelf lag verborgen in het midden van een bos en van het groen. Het geheel beviel me echter. De prijs leek me niet te hoog. De verkoopakte werd binnen het uur ondertekend. Na overmatig drankgebruik is de man twee dagen erna gestorven. In het begin van 1907 kwam ik in Vallendry wonen; terwijl ik het kasteel en de omgeving onderzocht, werd ik bang van de enorme last, die ik op me had genomen. Gedurende de eerste maanden heb ik me bijna uitsluitend bezig gehouden met werken aan de inrichting en de toiletten van het kasteel (…). Pas in de maand september van 1907 ben ik kunnen starten met de effectieve werken" (zelfde ref., p .31).
Op deze manier kon hij het kasteel redden dat op het punt stond om gesloopt te worden, en hij ontwierp, in totale harmonie met de renaissance-architectuur van het kasteel, de tuinen zoals we ze vandaag kunnen bezichtigen.
Hij bemeubelde het en installeerde er een belangrijke collectie van schilderijen van meesters uit de antieke Spaanse schilderkunst, tentoongesteld te Parijs in 1929. Na zijn dood geraakten die verdeeld; enkele schilderijen en beelden uit deze collectie werden weergegeven in een souveniralbum met 24 panoramische uitzichten van Villandry. (Tours, R.Dorange éditeur, s.d. - arch. pers.).
Joachim Carvallo rust sinds 15 maart 1936 in de seigneuriale grafkelder van de kerk van Villandry. In 1924 verenigde hij de eigenaars van historische kastelen door het oprichten van de eerste Franse vereniging ter bescherming van privaat monumentaal erfgoed: La Demeure Historique. Hij was ook een van de eersten die zijn kasteel openstelde voor het publiek.

## Architectuur
Van het feodaal kasteel blijft enkel nog de 14de-eeuwse slottoren over.
Het renaissancekasteel is gebouwd in de stijl van de kastelen van de Loire, het is een grotere versie van het kasteel van Villesavin.
De bijgebouwen met daken in de stijl van Mansart en de twee paviljoenen die de ingang van het kasteel omringen werden vanaf 1754 gebouwd.
Nadat het kasteel op 12 april 1927 op de lijst van geklasseerde monumenten werd gezet, werd het op 4 september 1934 als dusdanig erkend.

## De tuinen
De tuinen van het kasteel zijn de reconstructie van een tuin in Franse stijl uit de veertiende eeuw. Men heeft zich daarvoor op oude teksten gebaseerd. De tuinen zijn onderverdeeld in drie terrassen. Het bovenste terras bestaat uit de watertuin met watervallen omringd door haagbeukhagen. Een terras lager bevindt zich de siertuin met buxussen en taxusbomen die kunstig gesnoeid zijn. Het laagste terras is de moestuin, aangelegd in de vorm van een borduurwerk.
De siertuin die zich boven de moestuin bevindt, ligt in het verlengde van de kamers van het kasteel. Vanuit de uitzichttoren heeft men een heel mooi zicht over dit geheel. De siertuin bestaat uit liefdestuinen, die onderverdeeld zijn in vier delen:
- De tedere liefde wordt gesymboliseerd door harten die van elkaar gescheiden zijn door vlammetjes.
- De waanzinnige liefde met door passie gebroken harten, gesneden in een beweging die doet denken aan de dans.
- De wispelturige liefde met in de hoeken 4 waaiers, die de wispelturigheid van de liefde weergeven.
- De tragische liefde met bladen van een dolk en zwaarden om de rivaliteit in de liefde voor te stellen.

De watertuin bevindt zich in het uiterste zuiden van het geheel en is een klassieke creatie rondom een grote waterpartij in de vorm van een spiegel naar de stijl van Lodewijk XV. De tuin wordt omringd door een soort kloostergang van lindebomen.
De tuin van Villandry heeft ook een labyrint in haagbeuk, waarin het de bedoeling is om zich spiritueel te verheffen tot men het centrale gebouwtje bereikt, een traditionele simpelentuin uit de middeleeuwen met geurige en geneeskrachtige planten, het Bos met terrassen vol bloemen rondom een serre en een mooi 18e-eeuws paviljoen, le Pavillon de l'Audience, en uiteindelijk de zonnetuin, de meest recente, met drie groene zones, de wolkenkamer met blauwe en witte tinten, de zonnekamer, waar geel-oranje overheerst en de kinderkamer waar appelbomen staan.
De fonteinen en priëlen van de tuin werden vanaf 1994 gerestaureerd. De tuinen vormen een geheel dat in het noorden begrensd wordt door la route de Tours, in het zuiden door de landweg van Bergerie en in het westen door de omheiningsmuur die langs het plantenlabyrint loopt.
Ze verkregen het label Jardin remarquable.